# Borinići
Borinići is een plaats in de gemeente Barban in de Kroatische provincie Istrië. De plaats telt 13 inwoners (2001).